# Meteugoa
Meteugoa is een geslacht van vlinders van de familie spinneruilen (Erebidae), uit de onderfamilie Arctiinae.

## Soorten
- M. fasciosa Rothschild & Jordan, 1901
- M. melanoleuca Hampson, 1901
- M. obliquiata Hampson, 1900
- M. ochrivena Hampson, 1898
- M. venochrea van Eecke, 1920